# Jesper Fast
Jesper Fast, geb. Fasth, (* 2. Dezember 1991 in Nässjö) ist ein ehemaliger schwedischer Eishockeyspieler, der im Verlauf seiner aktiven Karriere zwischen 2007 und 2024 unter anderem 783 Spiele für die New York Rangers und Carolina Hurricanes in der National Hockey League (NHL) auf der Position des rechten Flügelstürmers bestritten hat. Darüber hinaus absolvierte Fast annähernd 120 weitere Partien für seinen Stammverein HV71 in der schwedischen Elitserien.

## Karriere

### HV71
Jesper Fast begann in seiner Geburtsstadt beim Nässjö HC mit dem Eishockeyspielen. Mit Beginn der Saison 2007/08 wechselte er in die Jugendabteilung von HV71 aus dem nur 40 Kilometer entfernten Jönköping. Dort spielte er vorerst für die U18, kam aber schon in seiner ersten Saison auf drei Einsätze für die U20 in der J20 SuperElit. Die folgende Spielzeit 2008/09 verbrachte Fast, obwohl noch für die U18 spielberechtigt, fast ausschließlich bei der U20 und wurde am Ende der Saison mit der Mannschaft Vizemeister. Eine deutliche Leistungssteigerung gelang ihm im nächsten Jahr, als er seine Punktausbeute in 37 Ligaspielen von 14 auf 49 steigerte. Damit machte er im In- und Ausland auf sich aufmerksam, sodass er zum einen für HV71 in der höchsten Spielklasse Schwedens, der Elitserien, debütierte und zum anderen im NHL Entry Draft 2010 an 157. Position von den New York Rangers ausgewählt wurde.
Mit Beginn der Saison 2010/11 gelang ihm der feste Einzug in die Profimannschaft, für die er in 36 Spielen 16 Punkte erzielte. Darüber hinaus nahm er mit der schwedischen U20-Nationalmannschaft an der U20-Junioren-WM 2011 in den Vereinigten Staaten teil und erreichte dort den vierten Rang. Ein Jahr zuvor und ein Jahr darauf vertrat er Schweden zudem bei der Euro Hockey Tour.

### New York und Carolina
Nach einem weiteren Jahr in Schweden unterzeichnete Fast im Mai 2012 einen auf drei Jahre befristeten Einstiegsvertrag bei den Rangers. Diese beließen ihn allerdings für die reguläre Saison 2012/13 bei HV71, nach der er mit dem Rinkens Riddare für vorbildliches Verhalten und Sportsgeist geehrt wurde. Demzufolge kam er erst im Frühjahr 2013 fest nach Nordamerika und absolvierte ein Pflichtspiel für das Farmteam der Rangers, die Connecticut Whale, in der American Hockey League.
Mit Beginn der Saison 2013/14 stand Fast im NHL-Aufgebot der New York Rangers und absolvierte acht Pflichtspiele, ehe diese ihn an das neue Farmteam Hartford Wolf Pack abgaben. In Hartford kam Fast auf 34 Punkte aus 48 Spielen, sodass er zum Ende der Spielzeit noch einmal in den Kader der Rangers berufen wurde, drei Einsätze in den Stanley-Cup-Playoffs 2014 hatte und dort seinen ersten Scorerpunkt verbuchte. In der Folge etablierte er sich als regelmäßiger Scorer im NHL-Aufgebot der Rangers und unterzeichnete im Sommer 2015 einen neuen Zweijahresvertrag in New York, dem im Juli 2017 ein Kontrakt über drei Saisons Laufzeit folgte.
Nach sieben Jahren in New York wurde sein auslaufender Vertrag nach der Spielzeit 2019/20 nicht verlängert, sodass er sich im Oktober 2020 als Free Agent den Carolina Hurricanes anschloss. Dort verbrachte der Schwede fünf Spielzeiten, ehe der 33-Jährige nach der Saison 2024/25, in der er keine Partie absolviert hatte, seine aktive Karriere beendete.

## Erfolge und Auszeichnungen
- 2013 Rinkens riddare

## Karrierestatistik

### International
Vertrat Schweden bei:
- U20-Junioren-Weltmeisterschaft 2011

(Legende zur Spielerstatistik: Sp oder GP = absolvierte Spiele; T oder G = erzielte Tore; V oder A = erzielte Assists; Pkt oder Pts = erzielte Scorerpunkte; SM oder PIM = erhaltene Strafminuten; +/− = Plus/Minus-Bilanz; PP = erzielte Überzahltore; SH = erzielte Unterzahltore; GW = erzielte Siegtore; 1 Play-downs/Relegation; Kursiv: Statistik nicht vollständig)

## Name
Jesper Fasts Familienname lautet eigentlich „Fasth“, jedoch stand in seinem Reisepass schon immer „Fast“, woraufhin er letzteren 2012 offiziell annahm. Durch diesen Namenswechsel kam er auch zu seinem Spitznamen „Quickie“, da fast und quick im Englischen synonym sind und „schnell“ bedeuten.